# Brunon Rajca
Brunon (Bruno) Rajca (ur. 4 sierpnia 1933 w Rokitnie, zm. 25 listopada 1990 w Krakowie) – polski dziennikarz, publicysta oraz reżyser teatralny.

## Życiorys
Publikował m.in. w Przekroju, Gazecie Południowej, Szpilkach, Dzienniku Polskim oraz Gazecie Krakowskiej. W 1957 roku był korespondentem na Węgrzech po upadku  powstania w 1956 roku, natomiast w 1966 roku został pierwszym kierownikiem Kroniki - serwisu informacyjnego, nadawanego przez krakowski oddział Telewizji Polskiej. 
Wyreżyserował oraz był autorem scenariusza do filmu dokumentalnego Urlop (1971) oraz trzyczęściowego spektaklu telewizyjnego Kabaret Brunona Rajcy (1983).
W 1983 roku założył Teatr Satyry „Maszkaron” w Krakowie, gdzie pełnił funkcję dyrektora naczelnego i artystycznego oraz reżyserował aż do śmierci w 1990 roku. W uznaniu zasług, w 1987 roku otrzymał nagrodę Trybuny Ludu II stopnia za osiągnięcia w dziedzinie animacji życia kulturalnego w Krakowie.

## Wybrane publikacje
- Niedaleko od Miechowa (1974)
- Nie bądź kiep! (1980)
- Kradnij i zabijaj! (1982)
- Mam cię, diable!, Krajowa Agencja Wydawnicza, Kraków 1984, ISBN  8303005588
- Wiwat swoi! Notes ze szpitala psychiatrycznego (1984)
- Nie byłaś papugą. Notes dziennikarza 1944-1984 (1987)